# Ronde van Lombardije 2017
De 111e editie van de wielerwedstrijd Ronde van Lombardije werd gehouden op 7 oktober 2017. De wedstrijd maakte deel uit van de UCI World Tour 2017. Vincenzo Nibali won voor de tweede keer de Ronde van Lombardije. Titelverdediger Esteban Chaves was niet aanwezig. De rit werd net zoals in 2015 gewonnen door Nibali, die opnieuw wegreed in de afdaling van de Civiglio. Tijdens de wedstrijd kwamen Laurens De Plus (Quick-Step Floors), Jan Bakelants (AG2R La Mondiale) en enkele andere renners zwaar ten val in de afzink van de Muro di Sormano.

## Deelnemende ploegen
| 18 UCI World Tour-ploegen | 18 UCI World Tour-ploegen | 18 UCI World Tour-ploegen | 7 wildcards                 |
| ------------------------- | ------------------------- | ------------------------- | --------------------------- |
| AG2R La Mondiale          | Dimension Data            | Orica-Scott               | Androni Giocattoli-Sidermec |
| Astana                    | FDJ                       | Quick-Step Floors         | Bardiani CSF                |
| Bahrein-Merida PCT        | Katjoesja Alpecin         | Sky                       | Direct Énergie              |
| BMC Racing Team           | LottoNL-Jumbo             | Sunweb                    | Cofidis                     |
| BORA-hansgrohe            | Lotto Soudal              | Trek-Segafredo            | Wilier Triestina-Southeast  |
| Cannondale-Drapac         | Movistar                  | UAE Team Emirates         | Nippo-Vini Fantini          |
|                           |                           |                           | Gazprom-RusVelo             |
|                           |                           |                           |                             |

## Rituitslag
| Ronde van Lombardije 2017 |                    |                   |          |
| Plaats                    | Naam               | Ploeg             | Tijd     |
| Winnaar                   | Vincenzo Nibali    | Bahrain-Merida    | 6u15'29" |
| 2                         | Julian Alaphilippe | Quick-Step Floors | +28"     |
| 3                         | Gianni Moscon      | Team Sky          | +38"     |
| 4                         | Alexis Vuillermoz  | AG2R La Mondiale  | z.t.     |
| 5                         | Thibaut Pinot      | FDJ               | z.t.     |
| 6                         | Domenico Pozzovivo | AG2R La Mondiale  | z.t.     |
| 7                         | Fabio Aru          | Astana            | z.t.     |
| 8                         | Mikel Nieve        | Team Sky          | +40"     |
| 9                         | Nairo Quintana     | Team Movistar     | +42"     |
| 10                        | Sergey Chernetsky  | Astana            | +47"     |
|                           |                    |                   |          |
| 11                        | Sam Oomen          | Team Sunweb       | z.t.     |
| 14                        | Ben Hermans        | BMC Racing Team   | z.t.     |

1905 · 1906 · 1907 · 1908 · 1909 · 1910 · 1911 · 1912 · 1913 · 1914 · 1915 · 1916 · 1917 · 1918 · 1919 · 1920 · 1921 · 1922 · 1923 · 1924 · 1925 · 1926 · 1927 · 1928 · 1929 · 1930 · 1931 · 1932 · 1933 · 1934 · 1935 · 1936 · 1937 · 1938 · 1939 · 1940 · 1941 · 1942 · 1943 · 1944 · 1945 · 1946 · 1947 · 1948 · 1949 · 1950 · 1951 · 1952 · 1953 · 1954 · 1955 · 1956 · 1957 · 1958 · 1959 · 1960 · 1961 · 1962 · 1963 · 1964 · 1965 · 1966 · 1967 · 1968 · 1969 · 1970 · 1971 · 1972 · 1973 · 1974 · 1975 · 1976 · 1977 · 1978 · 1979 · 1980 · 1981 · 1982 · 1983 · 1984 · 1985 · 1986 · 1987 · 1988 · 1989 · 1990 · 1991 · 1992 · 1993 · 1994 · 1995 · 1996 · 1997 · 1998 · 1999 · 2000 · 2001 · 2002 · 2003 · 2004 · 2005 · 2006 · 2007 · 2008 · 2009 · 2010 · 2011 · 2012 · 2013 · 2014 · 2015 · 2016 · 2017 · 2018 · 2019 · 2020 · 2021 · 2022 · 2023 · 2024 · 2025
 Tour Down Under ·
 Great Ocean Road Race ·
 Abu Dhabi Tour ·
 Omloop Het Nieuwsblad ·
 Strade Bianche ·
 Parijs-Nice · 
 Tirreno-Adriatico · 
 Milaan-San Remo ·
 Ronde van Catalonië ·
 Dwars door Vlaanderen ·
 E3 Harelbeke ·
 Gent-Wevelgem ·
 Ronde van Vlaanderen ·
 Ronde van Baskenland ·
 Parijs-Roubaix ·
 Amstel Gold Race ·
 Waalse Pijl ·
 Luik-Bastenaken-Luik ·
 Ronde van Romandië ·
 Rund um den Finanzplatz Eschborn-Frankfurt ·
 Ronde van Italië ·
 Ronde van Californië ·
 Critérium du Dauphiné ·
 Ronde van Zwitserland ·
 Ronde van Frankrijk ·
 Clásica San Sebastián ·
 Ronde van Polen ·
 RideLondon Classic ·
  BinckBank Tour ·
 Ronde van Spanje ·
 EuroEyes Cyclassics ·
 Bretagne Classic ·
 GP van Quebec ·
 GP van Montreal ·
 Ronde van Lombardije ·
 Ronde van Turkije ·
 Ronde van Guangxi